# Šimići
Šimići (szerbül: Шимићи), falu Banja Luka községben, Bosznia-Hercegovinában, Bosanska krajina területén, a Szerb Köztársaságban. 

## Fekvése
Bosznia-Hercegovina északi részén, Banja Lukától légvonalban 21, közúton 29 km-re északnyugatra, 320-520 méteres magasságban, a Kozara-hegység délkeleti részén fekszik. 

## Népessége
| Nemzetiségi csoport | Népesség 1991 | Népesség 2013 |
| ------------------- | ------------- | ------------- |
| Szerb               | 8             | 12            |
| Bosnyák             | 0             | 0             |
| Horvát              | 1493          | 31            |
| Jugoszláv           | 0             | 0             |
| Egyéb               | 15            | 0             |
| Összesen            | 1516          | 43            |

## Története
A Skakavac-patak völgye feletti Gradina nevű lelőhelyen a bronzkorban és a vaskorban erődített település állt.
Az első egyházlátogatás alkalmával Mato Delivić püspök által írt, 1737-ből származó beszámolóban a boszniai plébániákon 1736-ban tett látogatásáról többek között arról számol be, hogy az ivanjskai plébániához tartozó Šimići falu 15 katolikus házzal és 180 katolikus lakossal rendelkezik. Pavao Dragičević apostoli vikárius a bosznia-hercegovinai egyházközségekben 1741 és 1743 között, az ivanjskai plébánián tett kanonoki látogatásról szóló beszámolójában megemlíti Šimići települést is, ahol 20 katolikus család és 139 katolikus él. 102 felnőtt és 37 gyermek volt. Marijan Bogdanović püspök apostoli helytartójának 1768-as jelentése szerint szintén az ivanjskai plébániánál szerepel Šimići, 34 katolikus családdal és 250 katolikussal, ebből 167 felnőtt és 83 gyermek volt.
A šimići római katolikus plébániát 1930-ban alapították. Azelőtt az itteni hívek az ivanjskai plébániához tartoztak. Az első plébániatemplom a „Pod Lisin” nevű helyen épült 1925-ben. Amikor túl kicsinek bizonyult és állapota leromlott lett, a helyiek úgy döntöttek, hogy kedvezőbb helyen, az út melletti dombon egy újat építenek. Az új templomot a jelenlegi helyén 1970-ben kezdték építeni. Befejezetlenül is sokáig szolgálta rendeltetését. Éppenhogy befejeződött az építkezés, amikor a szélsőséges szerbek 1995-ben súlyosan megrongálták, kifosztották és lerombolták. Mára már csak a néhány megmaradt hívőt szolgáló kápolna működödik az egykori templom falain belül. 1981. november 28-tól egészen 1995-ös száműzetésükig a Krisztus Vére Imádói szerzetesrend két nővére szolgált a šimići plébánián. A šimići plébánia horvát katolikusai számának 1991 és 1995 között történt katasztrofális lecsökkenése a szélsőséges szerb politika által végrehajtott kényszer-kivándorlás és kitelepítés következménye.
A település 1878-ig tartozott az Oszmán Birodalomhoz, ekkor a berlini kongresszus határozata alapján az Osztrák-Magyar Monarchia része lett. 1910-ben a Banja Luka-i járáshoz tartozó településen 204 háztartást, 1299 római katolikus és 2 muszlim lakost találtak. A monarchia szétesésével 1918-ban előbb a Szerb-Horvát-Szlovén Királyság, majd 1929-től a Jugoszláv Királyság része. 1921-ben a községnek összesen 224 háztartása és 1390 lakosa volt.   Jugoszlávia megszállása után a Független Horvát Állam (NDH) része lett. 1945-től a szocialista Jugoszlávia része volt. A daytoni békeszerződést követő területfelosztásnál Banja Luka község részeként a Szerb Köztársaság területéhez került.

## Nevezetességei
- Debeljak – Gradina. A lelőhely egy a Skakavac-patak völgye feletti magas hegygerincen található. Az erődítéseknek látható maradványa nincs. A szakemberek szerint egy késő bronzkori és vaskori erődített település állt itt.[4]

## Fordítás
- Ez a szócikk részben vagy egészben  a(z)   Šimići  című horvát Wikipédia-szócikk ezen változatának fordításán alapul.  Az eredeti cikk szerkesztőit annak laptörténete sorolja fel. Ez a jelzés csupán a megfogalmazás eredetét és a szerzői jogokat jelzi, nem szolgál a cikkben szereplő információk forrásmegjelöléseként.